# ایجواتر (کلرادو)
ایجواتر (به انگلیسی: Edgewater) شهری در ایالت کلرادو کشور ایالات متحده آمریکا است که جمعیت آن در سرشماری سال ۲۰۱۰ میلادی، ۵٬۱۷۰ نفر بوده‌است.